# 魁蓟
魁蓟（学名：Cirsium leo）为菊科蓟属的植物，为中国的特有植物。分布在中国大陆的陕西、河北、宁夏、甘肃、河南、四川、山西等地，生长于海拔700米至3,400米的地区，见于石滩地、山坡草地、山谷、溪旁、河旁、路边潮湿地、河滩、林缘、岩石缝中和田间，目前尚未由人工引种栽培。